# NGC 1047
NGC 1047 è una galassia lenticolare nana situata nella costellazione della Balena, a una distanza di circa 58 milioni di anni luce dalla nostra Via Lattea.

## Scoperta
La galassia è stata scoperta il 10 novembre 1885 dall'astronomo statunitense Lewis Swift.

## Gruppo di NGC 1084

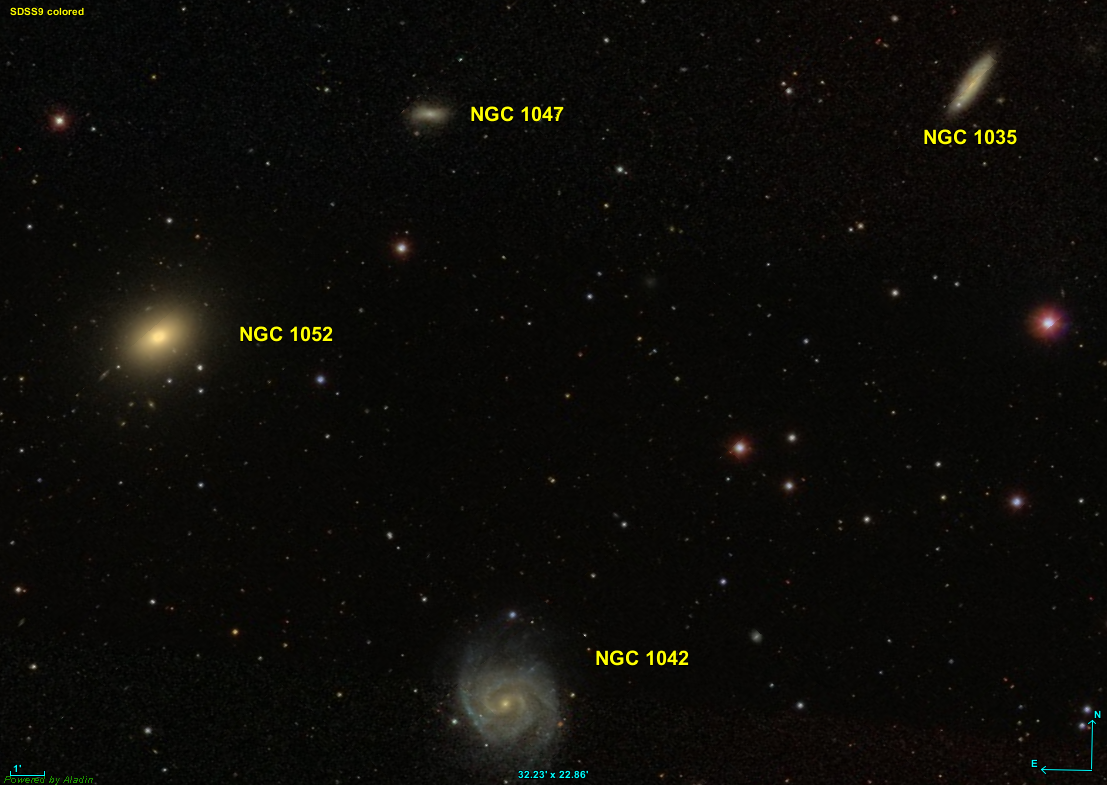
NGC 1035, NGC 1042, NGC 1047 e NGC 1052 nell'immagine ripresa da SDSS.

NGC 1047 fa parte del Gruppo di NGC 1084 che comprende almeno 14 galassie.
Le galassie componenti il gruppo, indicate nell'articolo di Garcia del 1993 e inserite nel New General Catalogue sono: NGC 988, NGC 991, NGC 1022, NGC 1035, NGC 1042, NGC 1047, NGC 1051 (=NGC 961), NGC 1052, NGC 1084, NGC 1110 e NGC 1140. Queste galassie, tranne NGC 1047 e NGC 1140, sono incluse anche nella lista pubblicata sul sito  Un Atlas de L'Univers di Richard Powell. Powell designa il raggruppamento come Gruppo di NGC 1052.